# Jakub Holuša
Jakub Holuša (né le 20 février 1988 à Opava) est un athlète tchèque spécialiste du 800 et du 1 500 mètres.

## Carrière
Spécialisé dans le 3 000 mètres steeple à ses débuts, Jakub Holuša remporte le titre des Championnats d'Europe juniors 2007 en établissant le meilleur temps de sa carrière en 8 min 50 s 30. Concourant sur demi-fond dès l'année suivante, il est éliminé en séries du 800 m lors des Mondiaux en salle à Valence et des Jeux olympiques de Pékin. En 2009, Jakub Holuša se classe troisième du 1 500 mètres lors des Championnats d'Europe espoirs de Kaunas. 
En début de saison 2010, le Tchèque remporte son premier titre de champion de République tchèque et établit à Karlsruhe un nouveau record national du 800 m en 1 min 46 s 09.
Lors des Championnats d'Europe d'athlétisme 2012, il contribue au nouveau record national du relais 4 × 400 m tchèque.
Auteur d'une remontée impressionnante, il remporte la médaille d'or du 1 500 m lors des Championnats d'Europe en salle 2015 à Prague, en battant sur le fil, en 3 min 37 s 68 (NR), le Turc İlham Tanui Özbilen, 3 min 37 s 74 (SB) et le Britannique Chris O'Hare, 3e.
Le 20 mars 2016, Holuša devient vice-champion du monde en salle lors des championnats du monde en salle de Portland en 3 min 44 s 30, devancé par l'Américain Matthew Centrowitz (3 min 44 s 22).
Le 20 juillet 2018, lors du meeting Herculis à Monaco, bien qu’il ne termine que 10e de la course, il bat le record national du 1500 m.

## Palmarès
| Date | Compétition                       | Lieu      | Résultat | Épreuve     | Temps         |
| ---- | --------------------------------- | --------- | -------- | ----------- | ------------- |
| 2007 | Championnats d'Europe juniors     | Hengelo   | 1er      | 3 000 m st. | 8 min 50 s 30 |
| 2009 | Championnats d'Europe espoirs     | Kaunas    | 3e       | 1 500 m     | 3 min 51 s 46 |
| 2010 | Championnats du monde en salle    | Doha      | 5e       | 800 m       | 1 min 47 s 28 |
| 2010 | Championnats d'Europe             | Barcelone | 5e       | 800 m       | 1 min 47 s 45 |
| 2011 | Championnats d'Europe en salle    | Paris     | 5e       | 1 500 m     | 3 min 41 s 57 |
| 2012 | Championnats du monde en salle    | Istanbul  | 2e       | 800 m       | 1 min 48 s 62 |
| 2012 | Championnats d'Europe             | Helsinki  | 5e       | 800 m       | 1 min 48 s 99 |
| 2012 | Championnats d'Europe             | Helsinki  | 5e       | 4 × 400 m   | 3 min 02 s 72 |
| 2014 | Championnats du monde en salle    | Sopot     | 5e       | 1 500 m     | 3 min 39 s 23 |
| 2014 | Championnats d'Europe par équipes | Brunswick | 1er      | 1 500 m     | 3 min 37 s 74 |
| 2014 | Championnats d'Europe par équipes | Brunswick | 2e       | 3 000 m     | 7 min 51 s 43 |
| 2015 | Championnats d'Europe en salle    | Prague    | 1er      | 1 500 m     | 3 min 37 s 68 |
| 2015 | Championnats d'Europe par équipes | Heraklion | 2e       | 1 500 m     | 3 min 41 s 39 |
| 2016 | Championnats du monde en salle    | Portland  | 2e       | 1 500 m     | 3 min 44 s 30 |
| 2017 | Championnats d'Europe par équipes | Lille     | 1er      | 3 000 m     | 7 min 57 s 60 |
| 2017 | Championnats du monde             | Londres   | 5e       | 1 500 m     | 3 min 34 s 89 |
| 2019 | Championnats d'Europe par équipes | Bydgoszcz | 4e       | 1 500 m     | 3 min 49 s 18 |

## Records
| Épreuve              | Épreuve      | Performance        | Lieu      | Date            |
| -------------------- | ------------ | ------------------ | --------- | --------------- |
| 800 mètres           | En plein air | 1 min 45 s 12      | Doha      | 11 mai 2012     |
| 800 mètres           | En salle     | 1 min 46 s 09      | Karlsruhe | 31 janvier 2010 |
| 1 000 mètres         | En plein air | 2 min 16 s 79      | Ostrava   | 17 juin 2014    |
| 1 000 mètres         | En salle     | 2 min 18 s 27      | Stockholm | 17 février 2016 |
| 1 500 mètres         | En plein air | 3 min 32 s 49 (RN) | Monaco    | 20 juillet 2018 |
| 1 500 mètres         | En salle     | 3 min 37 s 68      | Prague    | 8 mars 2015     |
| 3 000 mètres         | En plein air | 7 min 51 s 43      | Brunswick | 22 juin 2014    |
| 3 000 mètres         | En salle     | 7 min 53 s 21      | Prague    | 25 février 2014 |
| 3 000 mètres steeple | En plein air | 8 min 50 s 30      | Hengelo   | 20 juillet 2007 |